# Joseff of Hollywood
Joseff of Hollywood è un'azienda produttrice di gioielli di Los Angeles, fondata da Eugene Joseff (1905-1948), nato a Chicago da una famiglia di origini austriache.
L'azienda è famosa per aver creato i gioielli di scena indossati da alcune delle più grandi star hollywoodiane degli anni trenta e quaranta, fra cui Shirley Temple in La piccola principessa, Vivien Leigh in Via col vento ed Elizabeth Taylor in Cleopatra.

## Filmografia
- Viaggio di nozze (Just Married), regia di Frank R. Strayer (1928)
- Vita nuova (Three Sinners), regia di Rowland V. Lee (1928)
- La bisbetica domata (The Taming of the Shrew), regia di Sam Taylor (1929)
- Illusion, regia di Lothar Mendes (1929)
- Honey, regia di Wesley Ruggles (1930)
- Fiamme sul mare (Shipmates), regia di Harry A. Pollard (1931)
- Two Kinds of Women, regia di William C. de Mille (1932)
- Mancia competente (Trouble in Paradise), regia di Ernst Lubitsch (1932)
- Take a Chance, regia di Monte Brice e Laurence Schwab (1933)
- Il giocatore (Grand Slam), regia di William Dieterle, Alfred E. Green (1933)
- Papà cerca moglie (A Bedtime Story), regia di Norman Taurog (1933)
- Perdizione (The Story of Temple Drake), regia di Stephen Roberts (1933)
- La maschera di cera (Mystery of the Wax Museum), regia di Michael Curtiz (1933)
- Carioca (Flying Down to Rio), regia di Thornton Freeland (1933)
- La danza di Venere (Dancing Lady), regia di Robert Z. Leonard (1933)
- La vedova allegra (The Merry Widow), regia di Ernst Lubitsch (1934)
- Chiaro di luna (Servants' Entrance), regia di Frank Lloyd (1934)
- Lo specchio della vita (Imitation of Life), regia di John M. Stahl (1934)
- Gli ultimi giorni di Pompei (The Last Days of Pompeii), regia di Merian C. Cooper, Ernest B. Schoedsack (1935)
- Il ponte (Stranded), regia di Frank Borzage (1935)
- La riva dei bruti (Frisco Kid), regia di Lloyd Bacon (1935)
- Desiderio (Desire), regia di Frank Borzage (1936)
- La segretaria (Men Are Not Gods), regia di Walter Reisch (1936)
- Il principe e il povero (The Prince and the Pauper), regia di William Keighley e, non accreditato, William Dieterle (1937)
- Il prigioniero di Zenda (The Prisoner of Zenda), regia di John Cromwell (1937)
- Un americano a Oxford (A Yank at Oxford), regia di Jack Conway (1938)
- Incantesimo (Holiday), regia di George Cukor (1938)
- Servizio di lusso (Service de Luxe), regia di Rowland V. Lee (1938)
- Le quattro piume (The Four Feathers), regia di Zoltán Korda (1939)
- Vigilia d'amore (When Tomorrow Comes), regia di John M. Stahl (1939)
- Il ladro di Bagdad (The Thief of Bagdad), regia di Ludwig Berger, Michael Powell, Tim Whelan, Alexander Korda, Zoltán Korda e William Cameron Menzies (1940))
- I pascoli dell'odio (Santa Fe Trail), regia di Michael Curtiz (1940)
- Bionda fragola (The Strawberry Blonde), regia di Raoul Walsh (1941)
- La grande menzogna (The Great Lie), regia di Edmund Goulding (1941)
- Il disertore (Lucky Jordan), regia di Frank Tuttle (1942)
- Le mille e una notte (Arabian Nights), regia di John Rawlins (1942)
- Ribalta di gloria (Yankee Doodle Dandy), regia di Michael Curtiz (1942)
- L'amica (Old Acquaintance), regia di Vincent Sherman (1943)
- I cospiratori (The Conspirators), regia di Jean Negulesco (1944)
- Tra due mondi (Between Two Worlds), regia di Edward A. Blatt (1944)
- La maschera di Dimitrios (The Mask of Dimitrios), regia di Jean Negulesco (1944)
- Avvenne domani (It Happened Tomorrow), regia di René Clair (1944)
- Le tigri della Birmania (God Is My Co-Pilot), regia di Robert Florey (1945)
- Il postino suona sempre due volte (The Postman Always Rings Twice), regia di Tay Garnett (1946)
- In fondo al cuore (The Secret Heart), regia di Robert Z. Leonard (1946)
- A ciascuno il suo destino (To Each His Own), regia di Mitchell Leisen (1946)
- La grande conquista (Tycoon), regia di Richard Wallace (1947)
- Le donne erano sole (The Unfaithful), regia di Vincent Sherman (1947)
- Canto d'amore (Song of Love), regia di Clarence Brown (1947)
- Giovanna d'Arco (Joan of Arc), regia di Victor Fleming (1948)
- Il valzer dell'imperatore (The Emperor Waltz), regia di Billy Wilder (1948)
- Figlia del vento (Jezebel), regia di William Wyler (1938)
- Maria Walewska (Conquest), regia di Clarence Brown e, non accreditato, Gustav Machatý (1937)
- La città magica (Magic Town), regia di William A. Wellman (1947)
- Il romanzo di Mildred (Mildred Pierce), regia di Michael Curtiz (19)
- Come tu mi vuoi (As You Desire Me), regia di George Fitzmaurice (1932)
- La piccola principessa (The Little Princess), regia di Walter Lang e, non accreditato, William A. Seiter (1939)
- Il pirata (The Pirate), regia di Vincente Minnelli (1948)
- Gunga Din (Gunga Din), regia di George Stevens (1939)
- Prigionieri del passato (Random Harvest), regia di Mervyn LeRoy (1942)
- Lydia (Lydia), regia di Julien Duvivier (1941)
- Nelle tenebre della metropoli (Hangover Square), regia di John Brahm (1945)
- Non tradirmi con me (Two-Faced Woman)